# بيتر فوغل (لاعب كرة قدم)
بيتر فوغل (بالألمانية: Peter Vogel)‏ (24 أغسطس 1952 بألمانيا - ) هو لاعب كرة قدم ألماني في مركز الهجوم. لعب مع نادي دويسبورغ وتنس بوروسيا برلين.

## وصلات خارجية
- بيتر فوغل على موقع قاعدة بيانات كرة القدم.إي يو (الإنجليزية)
- بيتر فوغل على موقع بيانات كرة القدم. دي إي (الألمانية)